# 森千優
森 千優（もり ちひろ, 2003年10月8日 - )は、日本のファッションモデル、タレント。
群馬県出身。オスカープロモーション所属。元キラピチモデル。

## 経歴
2014年3月、学研教育出版第一回キラモオーディション準グランプリ受賞。以後、2016年まで同雑誌に専属モデルとして参加する。

## 人物
- 趣味は風景写真撮影、ダンス完コピ、ヘアメイク、アロマキャンドル集め。
- 特技は柔軟、長距離、キリスト教語り。

## 出演

### 雑誌
- 学研教育出版『キラピチ』レギュラー
- 学研教育出版『シールひめ』

### CM
- 2015年6月15日 学究社ena2015夏期講習編

### WEB
- ベネッセ チャレンジイングリッシュ中高生版

### TV
- 日本テレビ『ぐるぐるナインティナイン』2時間SP 再現VTR

### スチール
- ソフトバンク学割

## 参考
脚注
1. ↑  https://catalog.oscarpro.co.jp/SpSearch/talent_detail/Talent/talent_search_result_list/1000015980/
2. ↑  https://ameblo.jp/oscar-kids/entry-12256865494.html